# Parque nacional Uluṟu-Kata Tjuṯa

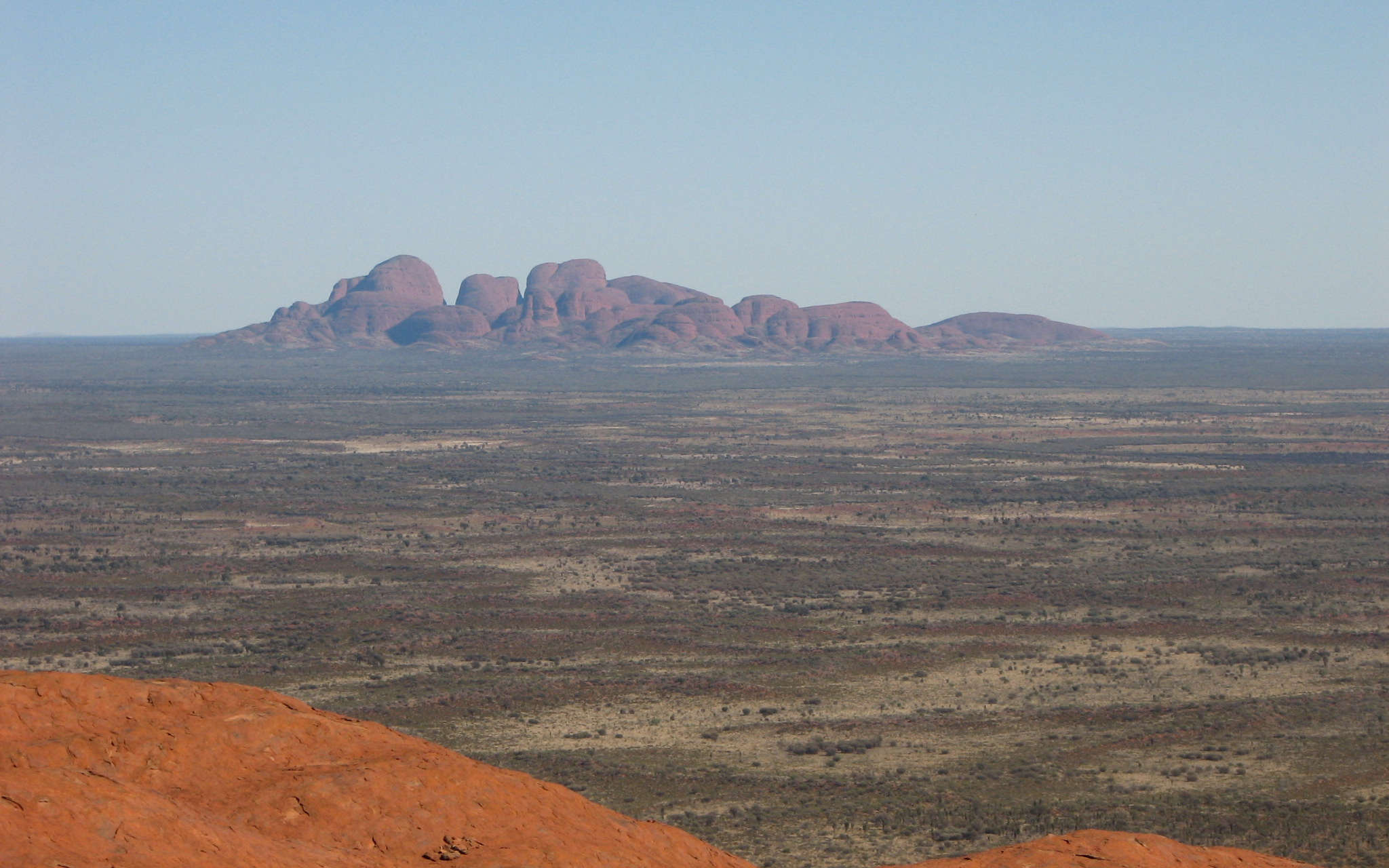
Kata Tjuta, desde lo alto del Uluru.

El Parque nacional Uluṟu-Kata Tjuṯa (AFI [uluɽu kata tjuʈa]) es uno de los entornos naturales considerados como Patrimonio de la Humanidad por la Unesco, desde el año 1987. Se halla situado en el Territorio del Norte de Australia, a 1431 kilómetros al sur de Darwin por carretera y a 440 kilómetros al suroeste de Alice Springs por las autopistas Stuart y Lasseter. Fue creado parque nacional el 23 de enero de 1958. El parque abarca 1326 kilómetros cuadrados e incluye la formación rocosa que le da nombre, Uluru y, a 40 kilómetros al oeste, la cadena rocosa de Kata Tjuta. Cada año más de 250.000 personas visitan el parque.